# Лангбаум, Роберт
Роберт Лангбаум (англ. Robert Woodrow Langbaum, 23 февраля 1924, Нью-Йорк — 10 марта 2020) — американский филолог-англист, исследователь традиций современной литературы.

## Биография
Родился в Бруклине, в семье иммигрантов из Российской империи Мюррея Лангбаума и Нетти Московиц. Учился в Корнеллском университете, изучал японский в Нью-Йоркском университете. С 1942 — в армейской разведке США, служил переводчиком-японистом. В 1947 вернулся в Корнелл, получил степень бакалавра. Затем учился в Колумбийском университете. В 1955—1960 — ассистент преподавателя в Корнелле, позднее — профессор английской, а с 1967 английской и американской литератур в Виргинском университете. В 1999 вышел в отставку. Скончался 10 марта 2020 года.

## Научная деятельность

### Научные интересы
Известность и международный авторитет Лангбауму принесла уже первая его монография "Поэзия опыта: Драматический монолог в современной литературной традиции (1957), которая исследовала и универсализировала надличную поэтику Т. С. Элиота. Она была несколько раз переиздана, переведена на испанский, оказала влияние на несколько поколений испанских поэтов (Хосе Анхель Валенте и др.). Выступал издателем и комментатором Бури Шекспира, эссеистики викторианской эпохи.

### Преподавательская деятельность
Выступал с лекциями в Швейцарии, Израиле, Китае, Японии, Тайване, Гонконге, в университетах и научных центрах США.